# Austrogomphus pusillus
Austrogomphus pusillus är en trollsländeart som beskrevs av Sjöstedt 1917. Austrogomphus pusillus ingår i släktet Austrogomphus och familjen flodtrollsländor. IUCN kategoriserar arten globalt som otillräckligt studerad. Inga underarter finns listade i Catalogue of Life.